# Bollène
Bollène est une commune française située dans le département de Vaucluse, en région Provence-Alpes-Côte d'Azur.

## Géographie

### Localisation
Bollène est une commune située au nord du département de Vaucluse à la jonction de la Drôme, de l'Ardèche et du Gard. Située à proximité de grands axes de communications, la cité (vieille ville) occupe l'extrémité nord d'un plateau gréseux qui sert aussi d'assise à Mondragon, Mornas, Uchaux et Lagarde-Paréol. Le reste de la commune, ville basse comprise, s'étend sur une plaine limoneuse et fertile qui repose sur une importante couche d'argile qui affleure au quartier des Noyères.

### Communes limitrophes
Les communes limitrophes sont Pierrelatte, Rochegude, Saint-Paul-Trois-Châteaux, Saint-Restitut, Suze-la-Rousse, Lamotte-du-Rhône, Lapalud et Mondragon.
| Pierrelatte (Drôme), Lapalud | Saint-Paul-Trois-Châteaux (Drôme) | Saint-Restitut (Drôme)       |
| Lamotte-du-Rhône             | Bollène                           | Suze-la-Rousse (Drôme)       |
| Mondragon                    | Mondragon                         | Rochegude (Drôme), Mondragon |

### Géologie et relief
Après le défilé de Donzère, le Rhône s'étale dans une large plaine qu'il a recouvert de ses différentes alluvions. Celle-ci fut un grand lieu d'échange comme le prouve la toponymie. Un quartier de Bollène en a gardé trace : Saint-Pierre-de-Sénos, nom qui vient du gaulois Senomagos, le « vieux marché ».
Le substrat de cette plaine est constitué d'une épaisse couche argileuse (10 à 40 mètres) qui fut largement exploitée au cours des siècles. Elle a fourni le matériau des fours des verriers de Murano et au XIXe siècle a permis la fabrication industrielle de briques réfractaires.
La première agglomération fut implantée sur un oppidum, c'est aujourd'hui la ville haute. Sur ces « collines rhodaniennes », Chabrières, Barri et Bauzon, se trouvaient aussi trois autres cités fortifiées. Le vocable Barri le rappelle puisqu'il signifie rempart en provençal. Ces collines sont composées de molasse gréseuse (étage burdigalien) et d'une strate calcaire plus dure (Helvétien).
La qualité de cette pierre a permis son exploitation des l'antiquité et des carrières ont été en activité jusqu'au début du XXe siècle. Ce matériau de construction, connu sous l'appellation « pierre de Saint-Restitut », se retrouve dans de nombreux bâtiments français ou européens tant à Marseille qu'à Lyon ou en Suisse. Il a servi dans la construction du Grand Théâtre de Montpellier, de la préfecture et du musée de Grenoble, de la grande poste de Genève, de l'Hôtel Beau-Rivage de Lausanne et du tunnel du Saint-Gothard.

### Hydrographie et eaux souterraines

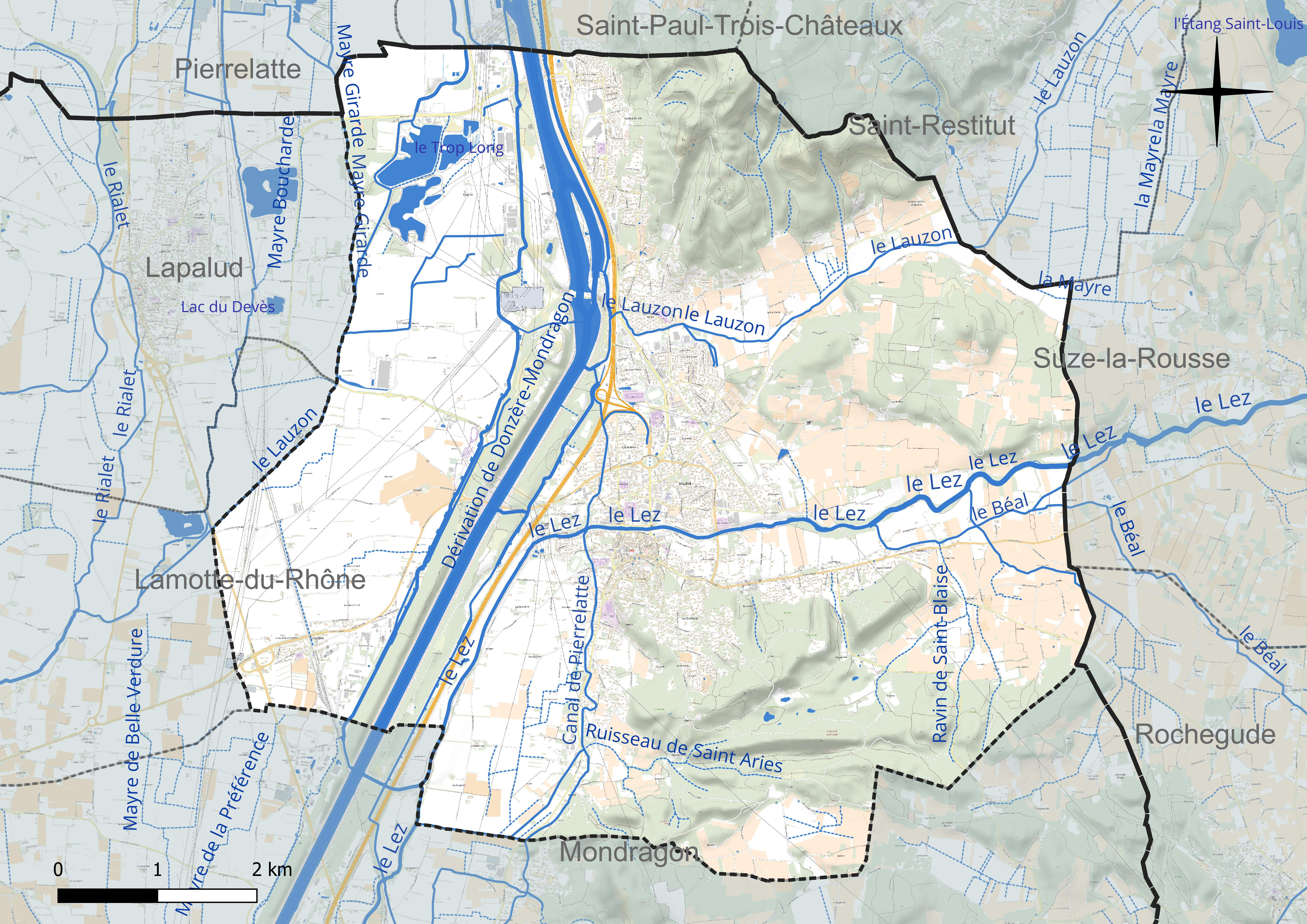
Réseau hydrographique de Bollène.

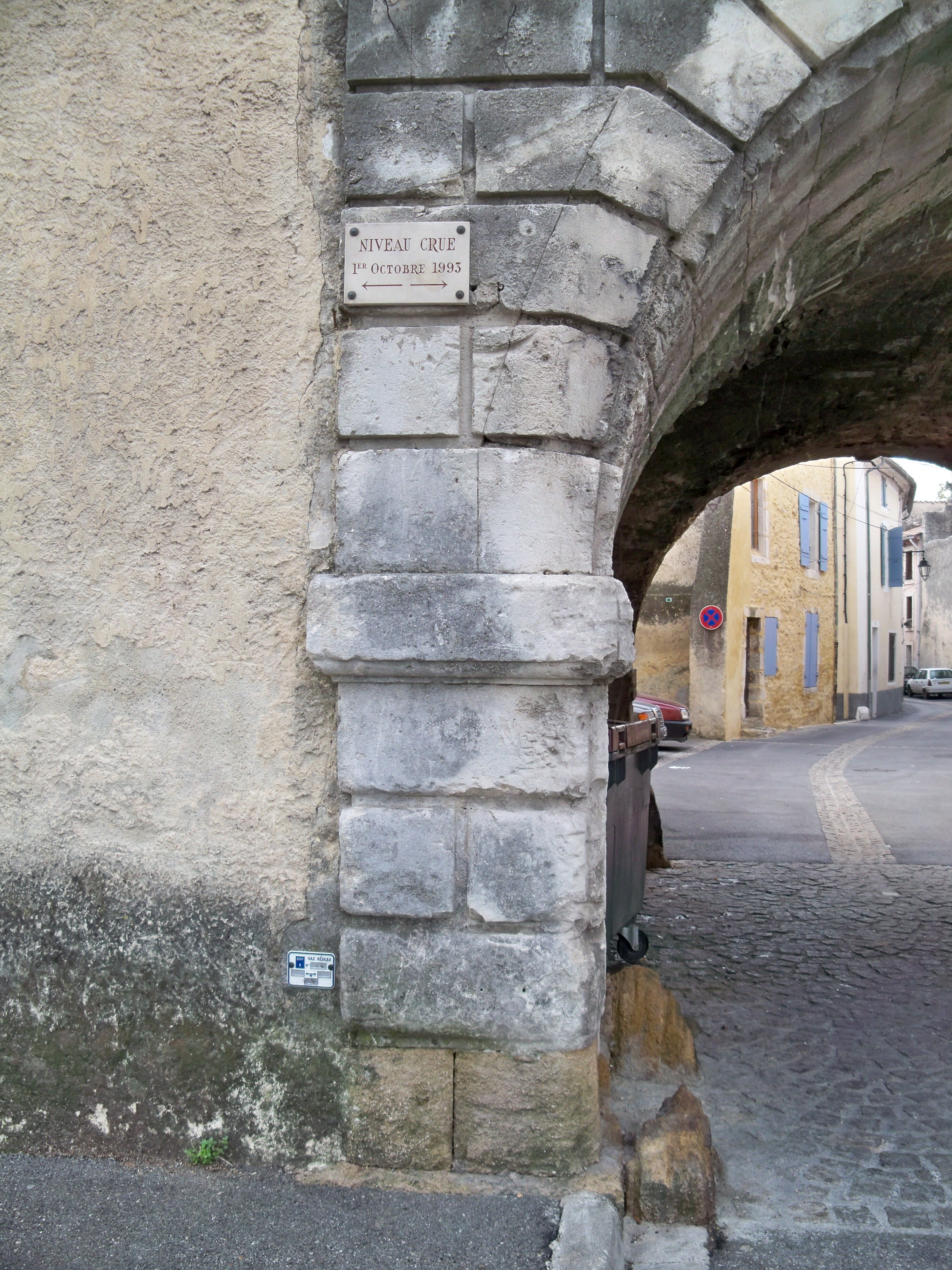
Niveau de la crue de 1993, sur la porte de ville, le long du Lez.

Le Rhône passe à proximité de la commune sans la toucher. Il sert à l'alimentation du canal de Donzère-Mondragon qui traverse la commune de Bollène sur sa partie ouest. Le Lauzon et le Lez alimentent aussi le canal. Si le cours du Lauzon est dans l'ensemble plutôt calme, il n'en va pas de même avec le Lez. Prenant sa source dans les Baronnies, au pied de Méliandre, c'est un torrent à caractère typiquement méditerranéen. Son lit, généralement à sec ou avec un très faible débit, peut enfler démesurément après un orage en provoquant des crues énormes. Parmi celles-ci, dites centenales, l'histoire a retenu les dates de 1662, 1745, 1951 et 1993.
Cours d'eau sur la commune ou à son aval :
- canal de Donzère-Mondragon,
- rivière Lez,
- ruisseaux le Lauzon, le béal,
- mayres girarde, neuve, rousse,
- ravins de combe gaillarde, du deves, de saint-blaise.

### Climat
Pour des articles plus généraux, voir Climat de Provence-Alpes-Côte d'Azur et Climat de Vaucluse.
En 2010, le climat de la commune est de type climat méditerranéen franc, selon une étude du Centre national de la recherche scientifique s'appuyant sur une série de données couvrant la période 1971-2000. En 2020, Météo-France publie une typologie des climats de la France métropolitaine dans laquelle la commune est exposée à un climat méditerranéen et est dans la région climatique  Provence, Languedoc-Roussillon, caractérisée par une pluviométrie faible en été, un très bon ensoleillement (2 600 h/an), un été chaud (21,5 °C), un air très sec en été, sec en toutes saisons, des vents forts (fréquence de 40 à 50 % de vents > 5 m/s) et peu de brouillards. 
Pour la période 1971-2000, la température annuelle moyenne est de 13,7 °C, avec une amplitude thermique annuelle de 18,5 °C. Le cumul annuel moyen de précipitations est de 816 mm, avec 5,9 jours de précipitations en janvier et 3,4 jours en juillet. Pour la période 1991-2020, la température moyenne annuelle observée sur la station météorologique de Météo-France la plus proche, « Pont-Saint-Esprit », sur la commune de Pont-Saint-Esprit à 8 km à vol d'oiseau, est de 14,2 °C et le cumul annuel moyen de précipitations est de 829,8 mm. 
La température maximale relevée sur cette station est de 42,2 °C, atteinte le 6 août 2003 ; la température minimale est de −12,7 °C, atteinte le 7 janvier 1985,,. 
| Mois                                  | jan.             | fév.             | mars          | avril           | mai            | juin          | jui.          | août           | sep.         | oct.          | nov.          | déc.          | année      |
| ------------------------------------- | ---------------- | ---------------- | ------------- | --------------- | -------------- | ------------- | ------------- | -------------- | ------------ | ------------- | ------------- | ------------- | ---------- |
| Température minimale moyenne (°C)     | 1,8              | 2,1              | 5             | 7,4             | 11,2           | 14,7          | 17,1          | 17,1           | 13,4         | 10,2          | 5,6           | 2,6           | 9          |
| Température moyenne (°C)              | 5,5              | 6,5              | 10,3          | 13,1            | 17,3           | 21,1          | 23,9          | 23,7           | 19,1         | 14,8          | 9,4           | 6,1           | 14,2       |
| Température maximale moyenne (°C)     | 9,1              | 11               | 15,7          | 18,9            | 23,4           | 27,4          | 30,6          | 30,4           | 24,8         | 19,3          | 13,1          | 9,6           | 19,4       |
| Record de froid (°C) date du record   | −12,7 07.01.1985 | −10,2 10.02.1986 | −7,7 02.03.05 | −1,4 14.04.1998 | 1,6 03.05.1979 | 5 04.06.1984  | 8 11.07.1993  | 7,1 30.08.1986 | 4 29.09.1974 | −0,2 30.10.12 | −5 27.11.10   | −7,2 14.12.01 | −12,7 1985 |
| Record de chaleur (°C) date du record | 19,9 31.01.20    | 23,2 24.02.20    | 27 18.03.1997 | 30 24.04.07     | 34,4 30.05.01  | 39,3 14.06.03 | 40,1 18.07.22 | 42,2 06.08.03  | 36 03.09.05  | 30,9 10.10.23 | 23,6 01.11.22 | 20 05.12.1988 | 42,2 2003  |
| Précipitations (mm)                   | 67,8             | 43,9             | 47            | 67,3            | 64,3           | 48,6          | 39,9          | 47,2           | 109,1        | 117,6         | 118,2         | 58,9          | 829,8      |

| Diagramme climatique                                  |           |         |             |              |              |              |              |               |               |              |            |
| J                                                     | F         | M       | A           | M            | J            | J            | A            | S             | O             | N            | D          |
| 9,11,867,8                                            | 112,143,9 | 15,7547 | 18,97,467,3 | 23,411,264,3 | 27,414,748,6 | 30,617,139,9 | 30,417,147,2 | 24,813,4109,1 | 19,310,2117,6 | 13,15,6118,2 | 9,62,658,9 |
| Moyennes : • Temp. maxi et mini °C • Précipitation mm |           |         |             |              |              |              |              |               |               |              |            |

Les paramètres climatiques de la commune ont été estimés pour le milieu du siècle (2041-2070) selon différents scénarios d'émission de gaz à effet de serre à partir des nouvelles projections climatiques de référence DRIAS-2020. Ils sont consultables sur un site dédié publié par Météo-France en novembre 2022.

## Urbanisme

### Typologie
Au 1er janvier 2024, Bollène est catégorisée petite ville, selon la nouvelle grille communale de densité à sept niveaux définie par l'Insee en 2022.
Elle appartient à l'unité urbaine de Bollène, une unité urbaine monocommunale constituant une ville isolée,. Par ailleurs la commune fait partie de l'aire d'attraction de Bollène, dont elle est la commune-centre,. Cette aire, qui regroupe 2 communes, est catégorisée dans les aires de moins de 50 000 habitants,.

### Occupation des sols

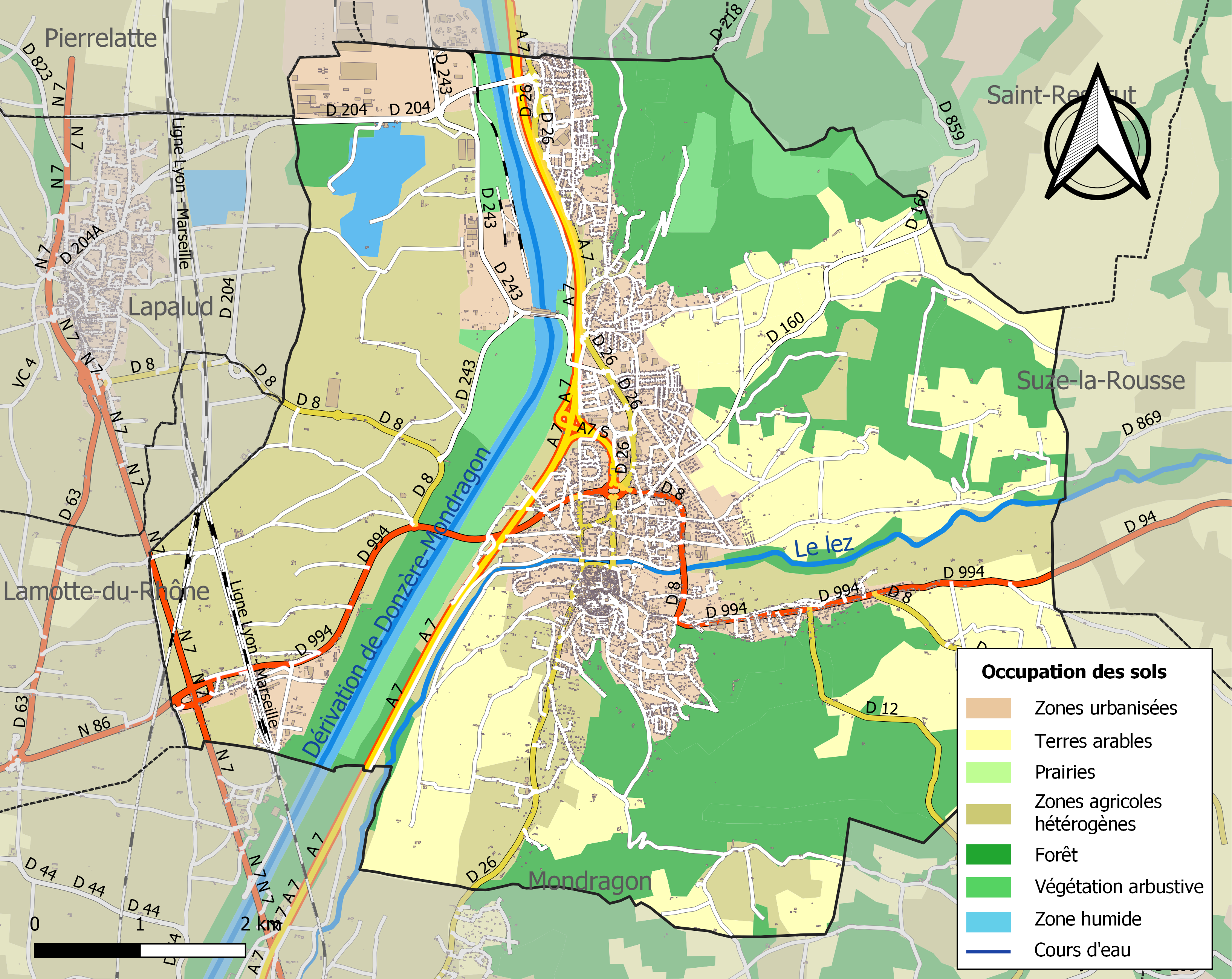
Carte des infrastructures et de l'occupation des sols de la commune en 2018 (CLC).

L'occupation des sols de la commune, telle qu'elle ressort de la base de données européenne d’occupation biophysique des sols Corine Land Cover (CLC), est marquée par l'importance des territoires agricoles (46,6 % en 2018), en diminution par rapport à 1990 (48,5 %). La répartition détaillée en 2018 est la suivante : 
forêts (27,3 %), zones agricoles hétérogènes (25,5 %), cultures permanentes (14,4 %), zones urbanisées (13,1 %), terres arables (6,7 %), milieux à végétation arbustive et/ou herbacée (5,2 %), zones industrielles ou commerciales et réseaux de communication (4 %), eaux continentales (3,9 %). L'évolution de l’occupation des sols de la commune et de ses infrastructures peut être observée sur les différentes représentations cartographiques du territoire : la carte de Cassini (XVIIIe siècle), la carte d'état-major (1820-1866) et les cartes ou photos aériennes de l'IGN pour la période actuelle (1950 à aujourd'hui).

### Voies de communication et transports

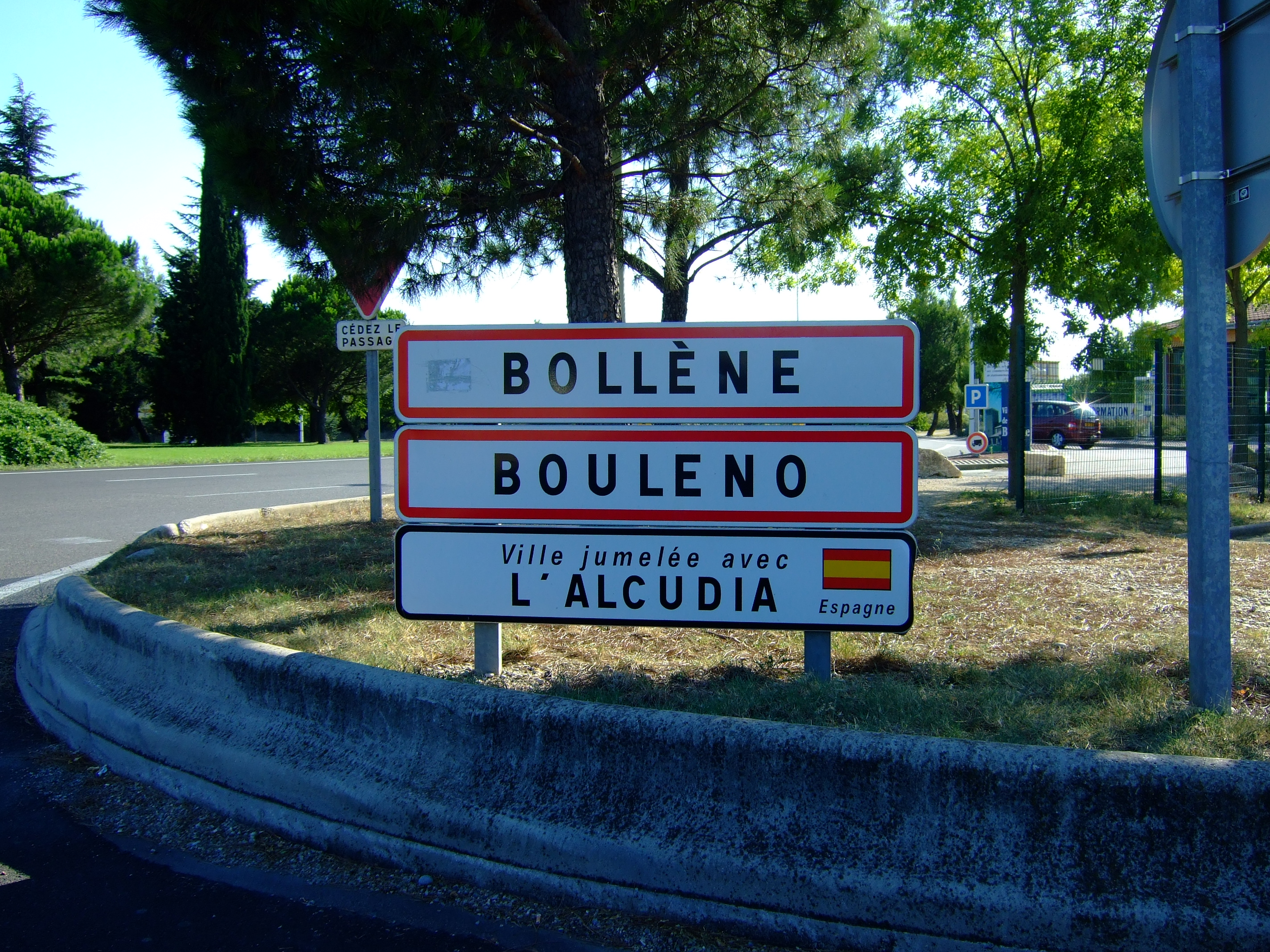
Entrée de Bollène.

L'autoroute A7, avec la sortie no 19, dessert la commune et tout le nord Vaucluse. La route nationale 7 passe à son extrémité ouest sans toutefois traverser un des quartiers de la ville. La route départementale 8 à l'ouest rejoint la route départementale 994 qui traverse la commune et les quartiers nord sur un axe est-ouest. Elle permet de joindre Pont-Saint-Esprit à Suze-la-Rousse. La route départementale 26 traverse, elle aussi, la commune et la ville basse, mais sur un axe nord-sud. Elle permet la jonction de Carpentras à Pierrelatte.
Une gare SNCF est à 8 km du centre. La gare TGV de Montélimar est à environ 28 km et celle d'Avignon à environ 55 km. L'aéroport d'Avignon est à environ 55 km et celui de Nîmes à environ 75 km.

#### Transports urbains
Les Transports urbains bollénois (TUB) desservent la ville de Bollène à l'aide de minibus et d'autocars scolaires opérés, par les Voyages Auran. Le réseau se compose deux lignes régulières circulant du lundi au samedi : la 1 sur un axe nord-sud de la zone commerciale des Servattes jusqu'au collège Paul Éluard, via le centre-ville et collège Boudon ; la ligne 2 de l'avenue Allende à la gare de Bollène-La Croisière, via le centre-ville et le collège Éluard. Ces deux lignes offrent respectivement 8 et 6 allers-retours par jour. Le vendredi matin, deux navettes sont assurées pour la desserte du marché : la N1 qui double la ligne 1 et la N°2 qui assure la liaison avec le quartier Saint-Blaise. Enfin, les collèges Éluard et Boudon disposent chacun de lignes scolaires spécifiques.

## Toponymie
Courtet cite la bulle de plomb, trouvée au XIXe siècle près de Sérignan-du-Comtat, portant + S : SCI MARTINI : DE ABOLENA, qui a été datée du XIIIe siècle. Abolena est devenu Bollène par aphérèse de la première syllabe. Dauzat et Rostaing suggèrent comme origine le nom latinisé d'un homme germain, Abbolenus.
En provençal, la ville est nommée Bouleno selon la norme mistralienne.

## Histoire

### Préhistoire
La présence d'une occupation préhistorique sur les oppidums de Barri, Chabrières et Saint-Blaise-de-Bauzon a été mise en évidence par les archéologues dès le XIXe siècle. Il a fallu attendre, la fin du XXe siècle et les fouilles faites lors de la construction du TGV Méditerranée, pour découvrir que la plaine avait été aussi le siège d'une importante occupation. Le site le plus important est situé à « Pont-de-Pierre 2 » et a été fouillé sous la direction d'E. Durand. Parmi les vestiges ont été identifiés une fosse à incinération double datée du Néolithique ancien, une sépulture de la période chasséenne,  deux structures de pierres chauffantes de type « fours polynésiens » attribuables au Chasséen récent, des fossés circulaires du bronze final, une sépulture sous tumulus du bronze final 3b ainsi qu'un habitat du milieu de l'Âge de fer daté du Ve au IVe siècle avant notre ère.
Deux autres sites se sont révélés particulièrement riches. Tout d'abord, celui du lieu-dit les Bartas fouillé par l'équipe de C. Markiewcz qui a mis en évidence une occupation datée du Néolithique final au bronze final en passant par une importante période campaniforme. Puis le site des Ponsardes où A. Toledo I Mur et son équipe ont identifié des vestiges du bronze final et du premier âge du fer.

### Antiquité
L'Itinéraire de Jérusalem mentionne sur la rive droite du Lez la mutatio ad Lectoce. Ce site a été identifié près de la Croix de saint-Geniès et les fouilles ont exhumé des sépultures, de la poterie et l'épitaphe d'un sevir augustal. Il en va de même pour la statio Senomago marquée par l'emplacement actuel de la chapelle Saint-Pierre-de-Sénos qui a permis de mettre au jour des vestiges antiques. Les fouilles de sauvegarde du TGV menées sur le site de Pont-de-Pierre 1 par l'équipe de G. Alfonso ont révélé des sépultures à incinération et des enclos antiques datés du Ier au début du Ve siècle.

### Moyen Âge
Il fut longtemps fait état d'une charte de Clovis II, datée de 640, donnant Bollène en fief aux bénédictins de l'Île-Barbe, près de Lyon,. Bailly la considère comme un faux. Faisant état des nombreuses invasions successives : Wisigoths, Burgondes, Ostrogoths, Sarrasin, en 803, un autre acte indiquait que les habitants des oppidums de Barri, Chabrières et Bauzon face aux invasions étaient descendus de leurs hauteurs pour se réfugier dans la plaine derrière les murs d'une cité fortifiée et entourée de fossés. Courtet considère cet acte comme apocryphe.
La première charte non falsifiée par les bénédictins est datée de 971. Elle fut accordée par Conrad le Pacifique, roi de Bourgogne, à l'abbaye de l'Isle-Barbe et lui confirmait ses possessions de l'église Saint-Sauveur et de la chapelle Saint-Benoît.
Le prieur bénédictin fut contraint de transiger, en 1273, avec Alphonse, comte de Toulouse, et son épouse Jeanne. Il lui céda la moitié de ses domaines contre sa protection. Une situation de fait qui ne fut pas remise en question par Rome quand le siège apostolique se vit remettre le Comtat Venaissin dont dépendait Bollène en 1273. Ce fut sous le pontificat de 1312, que fut entreprise la construction de la chapelle Notre-Dame-du-Pont.

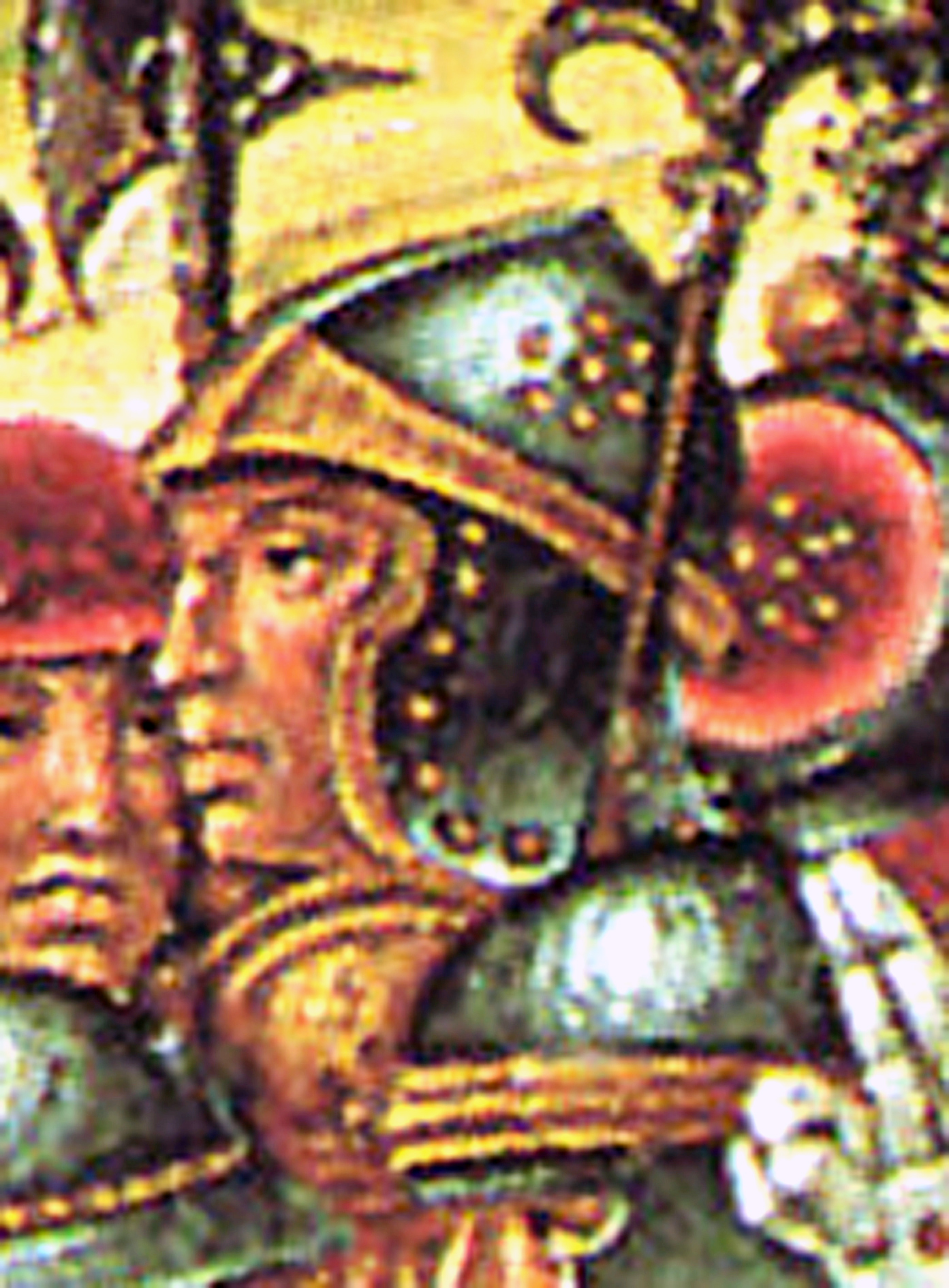
Raymond de Turenne, capitaine pontifical, par Girolamo di Benvenuto.

Le 3 août 1385, alors que les Routiers avaient mis le siège devant Bollène, Raymond de Turenne, capitaine des Armes du Comtat, quitta Avignon à la tête de ses troupes. Il était accompagné de ses lieutenants Guillaume de Sagnet et Perrotin des Thermes. Le neveu de Grégoire XI réussit à prendre les Compagnies à revers et dégagea la cité.
En novembre 1387, le château de Chabrières devint le fief du cardinal Amédée de Saluces, neveu de Clément VII et, en même temps, ce prélat acquiert pour cent florins le prieuré commanditaire de Saint-Martin de Bollène. Deux ans plus tard, Raymond de Turenne, qui était en guerre contre le pape d'Avignon qui l'avait spolié de ses fiefs, traversa le Venaissin pour rejoindre le Haut Comtat et installa ses troupes dans le village troglodyte de Chabrières.
Le 14 janvier 1389, ses lieutenants Jean de Curières et Mathieu du Bailli s’emparèrent du bayle de Bollène qui convoyait une caravane de mules et un immense troupeau de moutons sous la garde de vingt-et-un bergers. Ce méfait fut enregistré devant le notaire Reyre, en date du 9 février 1389. L’acte notarial expliquait que Raymond de Turenne avait essayé de surprendre la vigilance des gardes de la ville de Bollène en faisant entrer deux de ses hommes déguisés en marchands de bœufs mais qu’ils avaient été découverts et arrêtés comme espions.

### Renaissance
En juillet 1562, le baron des Adrets et ses troupes assiègent et canonnent la cité. Une brèche est ouverte et les religionnaires pénètrent dans Bollène qui est occupée pendant seize mois.

### Période moderne
Au XIXe siècle, grâce à l'exploitation des gisements d’argile, une industrie importante de produits réfractaires se développe autour de Bollène. La fabrication des briques a laissé des traces importantes dans le paysage (carrière, fours et cheminées, ateliers),.

### Période contemporaine
Le XXe siècle voit l'apparition de grands chantiers comme la construction du canal Donzère-Mondragon et du site nucléaire de Tricastin.
La conclusion du pacte germano-soviétique fin août 1939 et le déclenchement de la Seconde Guerre mondiale suscitent une chasse aux communistes, à la fois dans l’espace politique (le parti est interdit, les maires suspendus) et dans l’espace symbolique : le 15 mars 1940, Albert Sarraut, ministre de l’Intérieur, envoie une circulaire aux préfets leur enjoignant de mener la chasse aux noms de rues évoquant le communisme, ce qui est un tournant, car normalement le gouvernement n’intervient pas dans ce domaine qui relève traditionnellement du pouvoir des communes. C’est ainsi qu'à Bollène, la rue Alexandre Blanc, nommée en l’honneur du député communiste et pacifiste de la circonscription, est débaptisée, ainsi que celle en l’honneur de l’écrivain henri Barbusse, également pacifiste et communiste.
De 1947 à 1952, construction de l’usine hydroélectrique André-Blondel.
1993, inondations dues à la crue du Lez.
Juillet 2008, incident classé 1 sur l'échelle internationale des événements nucléaires sur le site nucléaire du Tricastin conduisant à un arrêté préfectoral de restriction de consommation d'eau, d'interdiction de baignade et de pêche. À ce sujet, la ville a obtenu du Tribunal de Grande Instance de Carpentras, la nomination d'un expert indépendant, chargé de faire la lumière sur les zones d'ombre de cet accident. Cet expert a commencé ses travaux le 3 septembre 2008. Ils sont actuellement toujours en cours.

## Politique et administration

### Tendances politiques et résultats

#### Élections présidentielles
| Élection | Candidat        | Parti     | Parti     | %                 | Candidat          | Parti   | Parti  | %       | Participation |
| Élection | Vainqueur       | Vainqueur | Vainqueur | Vainqueur         | Vaincu            | Vaincu  | Vaincu | Vaincu  | Participation |
| -------- | --------------- | --------- | --------- | ----------------- | ----------------- | ------- | ------ | ------- | ------------- |
| 2022     | Marine Le Pen   |           | RN        | 58.92             | Emmanuel Macron   |         | LREM   | 41.08   | 70,69 %       |
| 2017     | Marine Le Pen   |           | RN        | 54,83             | Emmanuel Macron   |         | LREM   | 45,17   | 75,07 %       |
| 2012     | Nicolas Sarkozy |           | LR        | 55,49             | François Hollande |         | PS     | 44,51   | 79,22 %       |
| 2007     | Nicolas Sarkozy | 61,54     | LR        | Ségolène Royal    | 38,46             | 84,23 % | PS     |         |               |
| 2002     | Jacques Chirac  | 62,92     | LR        | Jean-Marie Le Pen |                   | RN      | 37,08  | 78,94 % |               |

| Élection | Candidat          | Parti | Parti | %                 | Candidat           | Parti | Parti | %       | Participation |
| Élection | 1er               | 1er   | 1er   | 1er               | 2d                 | 2d    | 2d    | 2d      | Participation |
| -------- | ----------------- | ----- | ----- | ----------------- | ------------------ | ----- | ----- | ------- | ------------- |
| 2022     | Marine Le Pen     |       | RN    | 35.63             | Jean-Luc Mélenchon |       | LFI   | 21.65   | 72,44 %       |
| 2017     | Marine Le Pen     |       | RN    | 40,48             | Jean-Luc Mélenchon |       | LFI   | 19,43   | 76,97 %       |
| 2012     | Marine Le Pen     | 32,99 | RN    | François Hollande |                    | PS    | 22,74 | 79,34 % |               |
| 2007     | Nicolas Sarkozy   |       | LR    | 28,92             | Jean-Marie Le Pen  |       | RN    | 21,99   | 84,08 %       |
| 2002     | Jean-Marie Le Pen |       | RN    | 32,98             | Jacques Chirac     |       | LR    | 13,21   | 71,98 %       |

#### Élections législatives
| Election | Candidat           | Parti     | Parti     | %                | Candidat       | Parti  | Parti  | %      | Participation |
| Election | Vainqueur          | Vainqueur | Vainqueur | Vainqueur        | Vaincu         | Vaincu | Vaincu | Vaincu | Participation |
| -------- | ------------------ | --------- | --------- | ---------------- | -------------- | ------ | ------ | ------ | ------------- |
| 2024     | Marie-France Lorho |           | RN        | 63.22            | Monia Galvez   |        | LFI    | 36.78  | 62.59%        |
| 2022     | Marie-France Lorho | 60.79     | RN        | Violaine Richard |                | LREM   | 39.21  | 46.06% |               |
| 2017     | Jacques Bompard    |           | LS        | 50.37            | Carole Normani |        | LREM   | 49.63  | 45.99%        |
| 2012     | Jacques Bompard    | 54.90     | LS        | Pierre Meffre    |                | PS     | 45.10  | 56.42% |               |
| 2007     | Thierry Mariani    |           | LR        | Pierre Meffre    | 57.69          | PS     | 42.31  | 55.48% |               |
| 2002     | Thierry Mariani    | 55.09     | LR        | Jacques Bompard  |                | RN     | 44.91  | 59.70% |               |

#### Élections européennes
| Election | Candidat             | Parti | Parti | %               | Candidat          | Parti | Parti | %       | Participation |
| Election | 1er                  | 1er   | 1er   | 1er             | 2d                | 2d    | 2d    | 2d      | Participation |
| -------- | -------------------- | ----- | ----- | --------------- | ----------------- | ----- | ----- | ------- | ------------- |
| 2024     | Jordan Bardella      |       | RN    | 49,32           | Manon Aubry       |       | LFI   | 10,99   | 48,44 %       |
| 2019     | Jordan Bardella      |       | RN    | 44,03           | Nathalie Loiseau  |       | LREM  | 14,71   | 45,09 %       |
| 2014     | Jean-Marie Le Pen    | 47,17 | RN    | Renaud Muselier |                   | LR    | 14,68 | 40,16 % |               |
| 2009     | Françoise Grossetête |       | LR    | 18,70           | Vincent Peillon   |       | PS    | 15,98   | 36,81 %       |
| 2004     | Michel Rocard        |       | PS    | 27,92           | Jean-Marie Le Pen |       | RN    | 24,12   | 35,90 %       |

#### Élections régionales
| Election | Candidat               | Parti     | Parti     | %          | Candidat          | Parti   | Parti  | %      | Participation |
| Election | Vainqueur              | Vainqueur | Vainqueur | Vainqueur  | Vaincu            | Vaincu  | Vaincu | Vaincu | Participation |
| -------- | ---------------------- | --------- | --------- | ---------- | ----------------- | ------- | ------ | ------ | ------------- |
| 2015     | Marion Maréchal Le Pen |           | RN        | 58,31      | Christian Estrosi |         | LR     | 41,69  | 60,90 %       |
| 2010     | Michel Vauzelle        |           | PS        | 47,02      | Jean-Marie Le Pen |         | RN     | 30,20  | 51,92 %       |
| 2004     | Michel Vauzelle        | 41,45     | PS        | Guy Macary | 38,09             | 64,04 % | RN     |        |               |

#### Élections départementales
| Election | Candidat                          | Parti     | Parti     | %         | Candidat                                   | Parti  | Parti  | %      | Participation |
| Election | Vainqueur                         | Vainqueur | Vainqueur | Vainqueur | Vaincu                                     | Vaincu | Vaincu | Vaincu | Participation |
| -------- | --------------------------------- | --------- | --------- | --------- | ------------------------------------------ | ------ | ------ | ------ | ------------- |
| 2021     | Christine Lanthelme Anthony Zilio |           | Div       | 57,18     | Jean-Jacques Malapert Bernadette Pelletier |        | RN     | 42,82  | 37,58 %       |
| 2015     | Marie-Claude Bompard              |           | LS        | 58,89     | Annie André                                |        | PS     | 41,11  | 56,92 %       |
| 2008     | Jean-Pierre Lambertin             |           | PS        | 68,42     | Pierre Bressieux                           |        | LR     | 31,58  | 71,35 %       |

#### Élections municipales
| Election | Candidat             | Parti     | Parti     | %           | Candidat              | Parti   | Parti  | %      | Participation |
| Election | Vainqueur            | Vainqueur | Vainqueur | Vainqueur   | Vaincu                | Vaincu  | Vaincu | Vaincu | Participation |
| -------- | -------------------- | --------- | --------- | ----------- | --------------------- | ------- | ------ | ------ | ------------- |
| 2020     | Anthony Zilio        |           | DVG       | 51,81       | Marie-Claude Bompard  |         | LS     | 48,19  | 56,77 %       |
| 2014     | Marie-Claude Bompard |           | LS        | 55,35       | Jean-Pierre Lambertin |         | PS     | 44,65  | 73,88 %       |
| 2008     | Marie-Claude Bompard | 47,95     | LS        | Marc Serein | 44,02                 | 76,09 % | PS     |        |               |

### Liste des maires
| Période                                  | Période              | Identité                     | Étiquette    | Qualité |
| ---------------------------------------- | -------------------- | ---------------------------- | ------------ | --- |
| 1830                                     | 1832                 | Joseph Reynaud de Lagardette | Gauche       | |
| Les données manquantes sont à compléter. |                      |                              |              | |
| 1896                                     | 1919                 | Marius Loque                 | RG           | Médecin Député du Vaucluse (1902 → 1906) Conseiller général du canton de Bollène (1898 → 1922)                          |
| 1920                                     | 1923                 | Henry Hugou                  | PCF          | Médecin Conseiller général du canton de Bollène (1922 → 1928)                                                           |
| Les données manquantes sont à compléter. |                      |                              |              | |
| mai 1945                                 | mars 1971            | Robert Ellen                 | PCF puis DVG | Ouvrier briquetier puis auxiliaire aux PTT Conseiller général du canton de Bollène (1945 → 1975)                        |
| Les données manquantes sont à compléter. |                      |                              |              | |
| mars 1977                                | mars 1989            | Georges Sabatier             | PCF          | Agriculteur Conseiller général du canton de Bollène (1975 → 1988)                                                       |
| mars 1989                                | octobre 2000 (décès) | Jean-Pierre Genton           | PS           | Instituteur et directeur d'école                                                                                        |
| octobre 2000                             | mars 2008            | Marc Serein                  | PS           | Conseiller principal d'éducation                                                                                        |
| mars 2008                                | 3 juillet 2020       | Marie-Claude Bompard         | MPF puis LS  | Conseillère générale du canton d'Orange-Est (2004 → 2015) Conseillère départementale du canton de Bollène (2015 → 2021) |
| 3 juillet 2020                           | En cours             | Anthony Zilio                | DVG puis DVC | Président de la Mission locale du Haut Vaucluse Président de la CC Rhône Lez Provence (2014 → )                         |
| Les données manquantes sont à compléter. |                      |                              |              | |

### Environnement
18 Points d’Apport Volontaire sont répartis sur la Commune pour collecter les emballages à recycler.
Il existe une déchèterie acceptant : gravats, déchets verts, objets encombrants, ferraille, papiers / cartons et huiles de vidange et de friture.
Pour les déchets toxiques (pots de peinture, batteries de voiture, produits phytosanitaires, piles, huiles de moteur, ampoules et néons...), deux collectes sont organisées dans l’année.

### Jumelages
Bollène est jumelée avec les villes de :
- Alcudia (Espagne) depuis 1994 ;
- Cuenca (Espagne) (Espagne) depuis 2012 ;
- Dorlisheim (France).

## Population et société

### Démographie
L'évolution du nombre d'habitants est connue à travers les recensements de la population effectués dans la commune depuis 1793. Pour les communes de plus de 10 000 habitants les recensements ont lieu chaque année à la suite d'une enquête par sondage auprès d'un échantillon d'adresses représentant 8 % de leurs logements, contrairement aux autres communes qui ont un recensement réel tous les cinq ans,.

En 2022, la commune comptait 13 871 habitants, en évolution de +1,45 % par rapport à 2016 (Vaucluse : +1,73 %, France hors Mayotte : +2,11 %).
| 1793  | 1800  | 1806  | 1821  | 1831  | 1836  | 1841  | 1846  | 1851  |
| ----- | ----- | ----- | ----- | ----- | ----- | ----- | ----- | ----- |
| 4 052 | 4 064 | 4 252 | 4 313 | 4 672 | 4 744 | 4 790 | 4 945 | 4 931 |

| 1856  | 1861  | 1866  | 1872  | 1876  | 1881  | 1886  | 1891  | 1896  |
| ----- | ----- | ----- | ----- | ----- | ----- | ----- | ----- | ----- |
| 4 890 | 5 007 | 5 412 | 5 703 | 5 478 | 5 638 | 5 388 | 5 075 | 5 484 |

| 1901  | 1906  | 1911  | 1921  | 1926  | 1931  | 1936  | 1946  | 1954  |
| ----- | ----- | ----- | ----- | ----- | ----- | ----- | ----- | ----- |
| 5 568 | 5 719 | 6 069 | 5 265 | 5 470 | 5 469 | 5 039 | 5 195 | 8 312 |

| 1962  | 1968   | 1975   | 1982   | 1990   | 1999   | 2006   | 2011   | 2016   |
| ----- | ------ | ------ | ------ | ------ | ------ | ------ | ------ | ------ |
| 9 276 | 11 555 | 11 434 | 12 679 | 13 907 | 14 130 | 13 835 | 14 040 | 13 673 |

| 2021   | 2022   | - | - | - | - | - | - | - |
| ------ | ------ | - | - | - | - | - | - | - |
| 13 605 | 13 871 | - | - | - | - | - | - | - |

### Enseignement
La ville possède sept groupes scolaires répartis sur l’ensemble de la commune accueillant chacun maternelles et élémentaires. Au total, 1 540 enfants y sont scolarisés.
- Alexandre-Blanc (10 classes élémentaires et 5 classes maternelles pour un effectif total de 341 élèves)
- Curie (14 classes élémentaires et 7 classes de maternelles pour un effectif total de 349 élèves)
- Gabriel-Péri (3 classes élémentaires regroupées et 1 classe maternelle pour un effectif total de 62 élèves)
- Jean-Giono (14 classes élémentaires et 7 classes de maternelles pour un effectif total de 349 élèves)
- Joseph Duffaud (3 classes élémentaires regroupées et 1 classe maternelle pour un effectif total de 70 élèves)
- Les Tamaris (8 classes élémentaires regroupées et 1 classe maternelle pour un effectif total de 135 élèves)
- Sainte-Marie (école privée, 6 classes élémentaires et 4 classes de maternelle pour un effectif total de 240 élèves)[48]

De plus, elle a sur son territoire deux collèges (Paul-Eluard et Henri-Boudon) et le lycée Lucie-Aubrac, qui a obtenu le premier prix 2010 de l'architecture et du paysage décerné par le conseil général et le CAUE de Vaucluse.

### Sports
La ville possède de nombreux équipements sportifs : six stades, trois gymnases, six courts de tennis, un espace multisports, cinq terrains de cage à cage, un skatepark, un plan d'eau, un hippodrome, des stands de tir, parcours pour des randonnées pédestres et cyclistes, boulodromes, etc. Les passionnés de courses hippiques peuvent se retrouver à l'hippodrome de la Levade.
Le plan d'eau permet la pratique de la planche à voile. Pêche.

### Santé
La ville de Bollène possède plusieurs structures d'accueil :
- L'hôpital Louis-Pasteur, qui offre un possible accueil des seniors dans un service de long séjour. Il dispose d’une quarantaine de places.
- Foyer-logement Daudet pour les seniors.

### Médias
La vie locale de Bollène est principalement couverte par le quotidien régional Vaucluse Matin (groupe Le Dauphiné Libéré), ainsi que par La Provence et La Marseillaise.

### Cultes
Différentes religions ont des lieux de culte sur la commune de Bollène : on peut ainsi trouver plusieurs églises catholiques, dont une collégiale, une église évangélique et deux mosquées (la deuxième créée en 2016 occupe l'ancienne discothèque l'équinoxe). La paroisse catholique fait partie du diocèse d'Avignon, doyenné d'Orange Bollène. La paroisse protestante réformée englobe quant à elle Saint-Paul-Trois-Châteaux (26), Bollène et Valréas (84), même si elle n'a plus de lieu de culte sur Bollène.
En juin 2008, la ville est consacrée au Sacré-Cœur par le maire Marie-Claude Bompard, renouvelant un vœu fait pour la première fois sous le roi Louis XIII. Depuis, la consécration est renouvelée chaque année en la collégiale Saint-Martin, durant la fête du Sacré-Cœur.

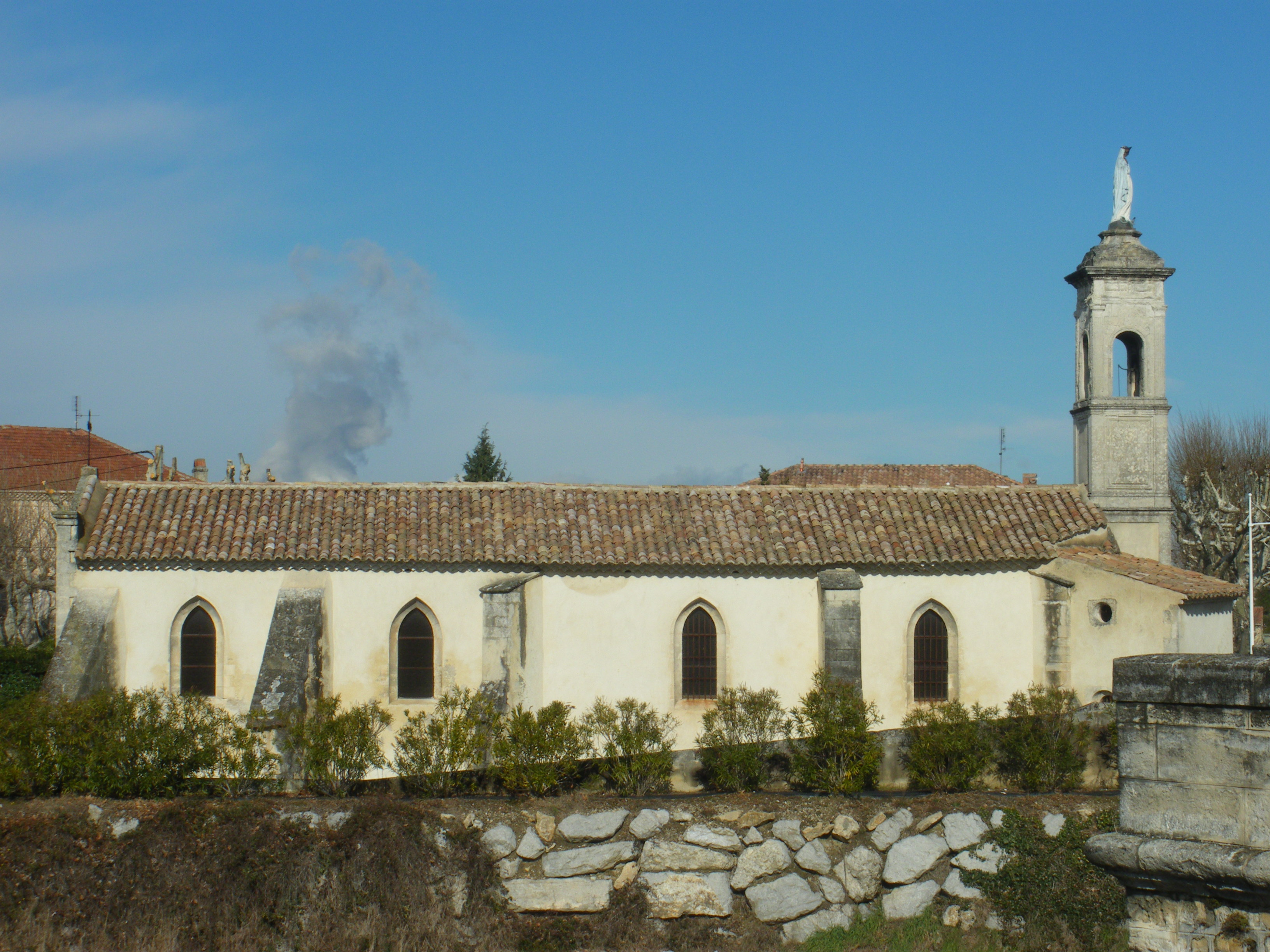
Chapelle Notre-Dame-du-Pont.
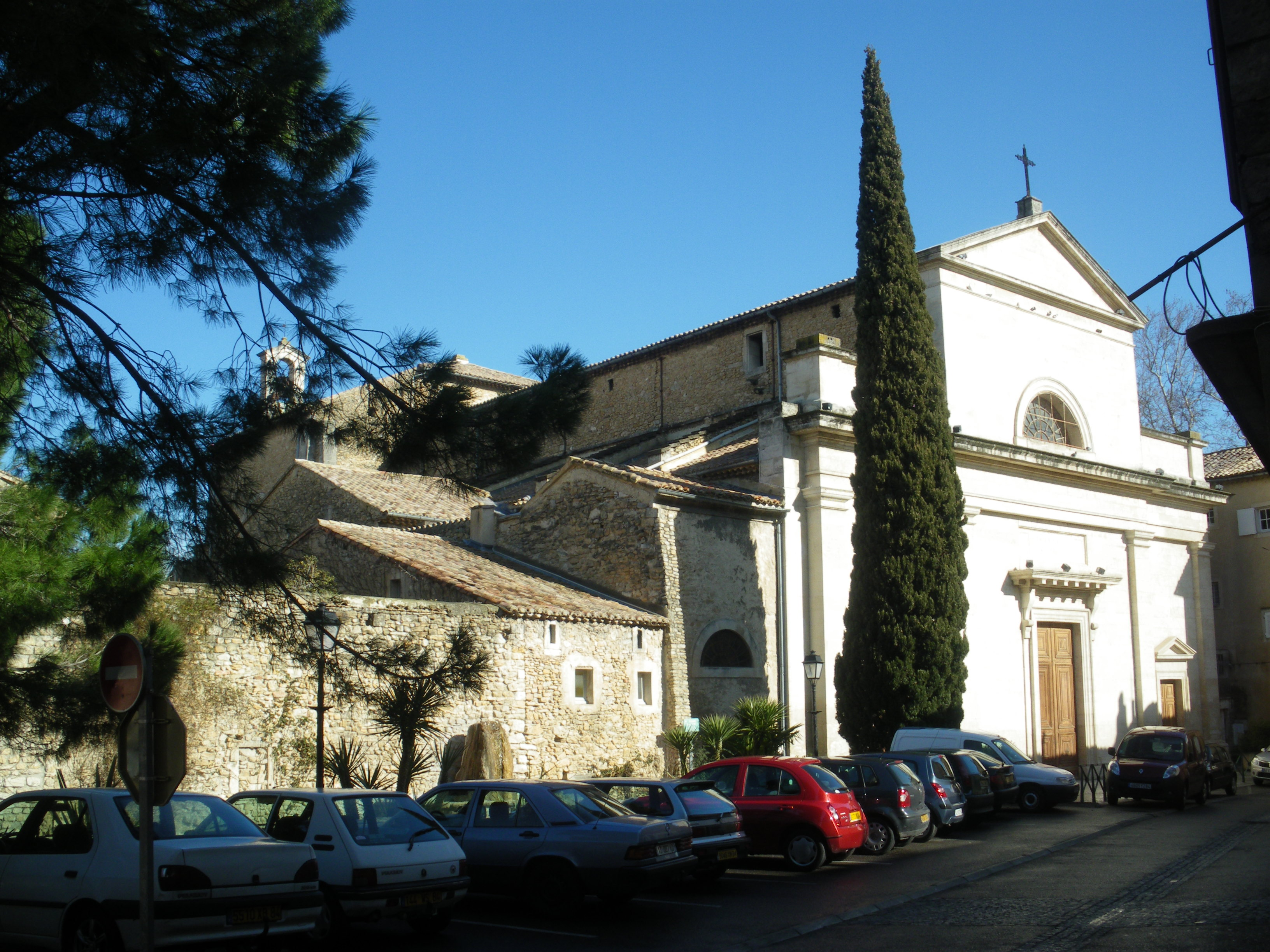
Église du centre-ville.
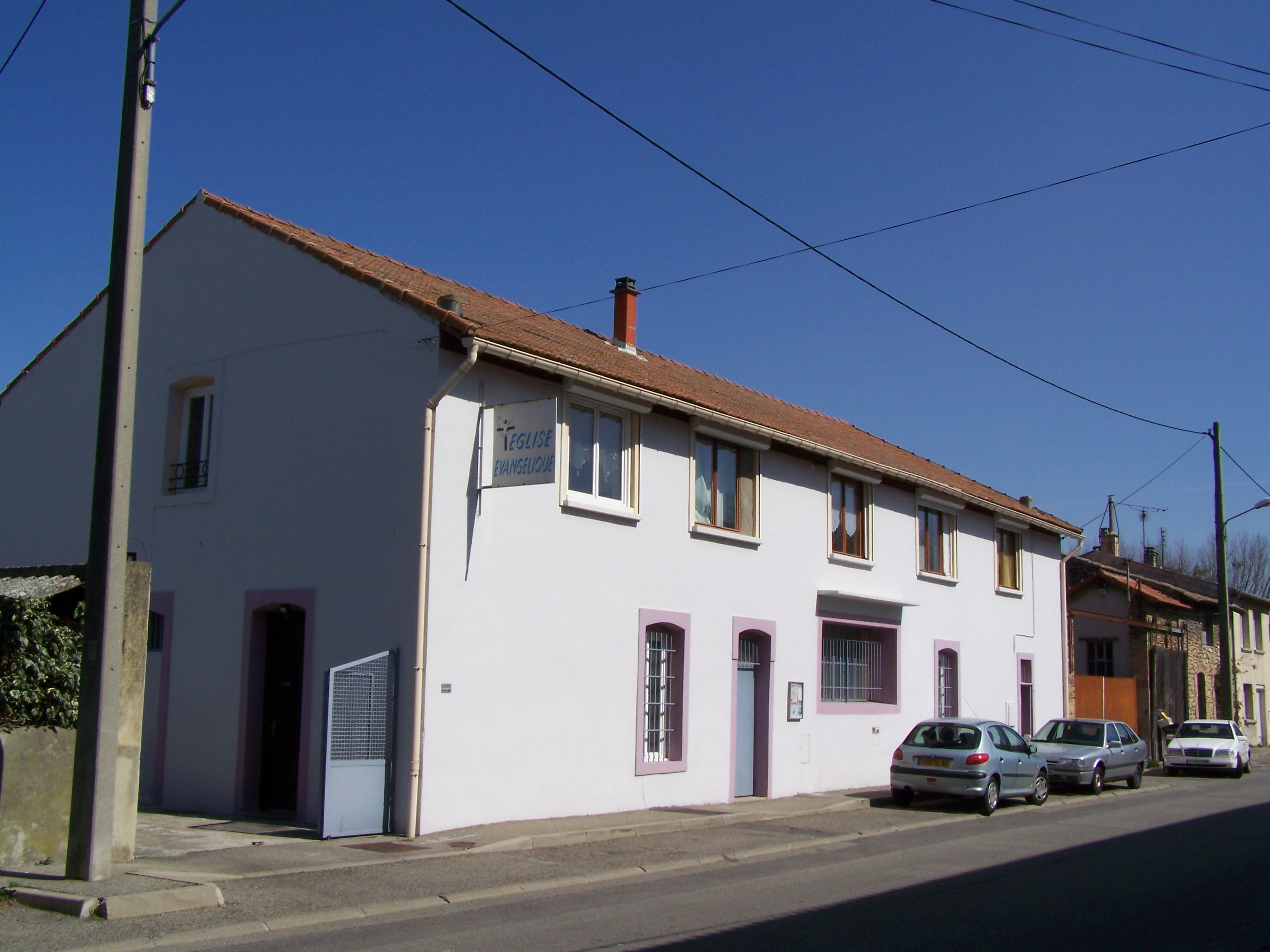
Église évangélique avenue du 8-Mai.

## Économie
Une Zone d'aménagement concerté de 120 hectares est en cours de réalisation et sera entièrement destinée à la logistique. Elle devrait proposer à terme 285 000 m² d’entrepôts logistiques.
Création d'un important centre de formation (l'Espace Formation Tricastin)

### Revenus de la population et fiscalité
| Taxe                                                | Part communale | Part intercommunale | Part départementale | Part régionale |
| --------------------------------------------------- | -------------- | ------------------- | ------------------- | -------------- |
| Taxe d'habitation (TH)                              | 9,90 %         | 0,00 %              | 7,55 %              | 0,00 %         |
| Taxe foncière sur les propriétés bâties (TFPB)      | 15,18 %        | 0,00 %              | 10,20 %             | 2,36 %         |
| Taxe foncière sur les propriétés non bâties (TFPNB) | 50,87 %        | 0,00 %              | 28,96 %             | 8,85 %         |
| Taxe professionnelle (TP)                           | 21,88 %        | 0,00 %              | 23,16 %             | 3,84 %         |

La Part régionale de la taxe d'habitation n'est pas applicable.
La taxe professionnelle est remplacée en 2010 par la cotisation foncière des entreprises (CFE) portant sur la valeur locative des biens immobiliers et par la contribution sur la valeur ajoutée des entreprises (CVAE) (les deux formant la contribution économique territoriale (CET) qui est un impôt local instauré par la loi de finances pour 2010).
En 2010, le  revenu fiscal médian par ménage était de 24 611 €, ce qui plaçait Bollène au 23 806e rang parmi les 31 525 communes de plus de 39 ménages en métropole.

### Budget et fiscalité 2016
En 2016, le budget de la commune était constitué ainsi :
- total des produits de fonctionnement : 26 213 000 €, soit 1 871 € par habitant ;
- total des charges de fonctionnement : 21 856 000 €, soit 1 560 € par habitant ;
- total des ressources d’investissement : 6 324 000 €, soit 451 € par habitant ;
- total des emplois d’investissement : 6 177 000 €, soit 441 € par habitant.
- endettement : 15 033 000 €, soit 1 073 € par habitant.

Avec les taux de fiscalité suivants :
- taxe d’habitation : 9,90 % ;
- taxe foncière sur les propriétés bâties : 15,18 % ;
- taxe foncière sur les propriétés non bâties : 50,87 % ;
- taxe additionnelle à la taxe foncière sur les propriétés non bâties : 0,00 % ;
- cotisation foncière des entreprises : 0,00 %.

Chiffres clés Revenus et pauvreté des ménages en 2014 : Médiane en 2014 du revenu disponible, par unité de consommation : 17 324 €.

### Industrie

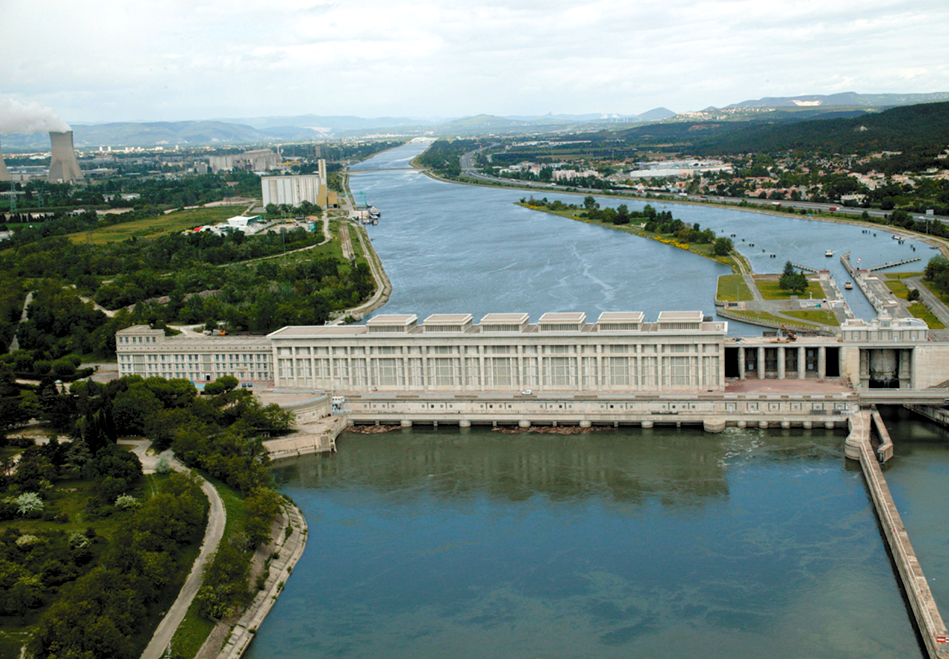
Le barrage de Donzère-Mondragon et l'écluse à droite - vue amont.

La commune de Bollène a sur son sol plusieurs fournisseurs importants d'énergie :
- le barrage hydroélectrique de Donzère-Mondragon et l'usine électrique André-Blondel sur le canal de Donzère-Mondragon ;
- le site nucléaire du Tricastin qui accueille la plus importante concentration nucléaire et chimique de France[61] ;
- le parc éolien de Bollène.

### Tourisme
Plusieurs sites touristiques à visiter, dont la vieille ville et la collégiale Saint-Martin de Bollène. Le site troglodyte de Barry.
Pour loger les touristes, on trouve sur la commune 12 hôtels de 1 à 3 étoiles, 3 campings, des gîtes et des chambres d'hôtes.

### Agriculture
Culture de la vigne et production de vin en appellation côtes-du-rhône. Les vins qui ne sont pas en appellation d'origine contrôlée, peuvent revendiquer, après agrément, le label Vin de pays de la Principauté d'Orange.

## Culture locale et patrimoine

### Culture
La municipalité propose régulièrement des spectacles et des animations, aussi bien dans la salle de spectacle Georges-Brassens, qu'en plein air, place de la Mairie.
Le festival des « Polymusicales » a lieu tous les ans durant tout l'été. Une vingtaine de concerts gratuits y sont proposés.
La ville possède une salle de cinéma, situé en centre-ville sur la place de la Mairie.
Cette salle à la fois grand public et « art et essai », est géré par une association indépendante, qui propose également de nombreuses animations ou débats autour des films projetés, et une fois par an un festival.

### Vie locale
Espace Curie.
Située dans l'espace Curie, la Bibliothèque, propose plus de 20 000 documents en prêt, une offre numérique, ainsi qu'une riche programmation culturelle.
Créé en 1956, le Conservatoire de musique « André Armand » accueille les élèves dès l’âge de 2 ans.
Les Archives municipales,, dont les plus vieux documents datent du XIIIe siècle, conservent la mémoire de Bollène et apportent de précieux renseignements sur l’administration communale, les travaux de voirie, ou encore la vie quotidienne des habitants (délibérations, registres d’état civil, instruction publique, bâtiments, cultes...).
Créé en 1982 par l’association Parlaren à Bouleno pour promouvoir et défendre la langue et la culture provençale, le Centre de Documentation Provençale porte depuis 2017 le nom de Jean-Marc Courbet, en hommage et mémoire d’un de ses plus éminents membres fondateurs.
Bollène compte plus de 200 associations, toutes activités confondues.

### Lieux et monuments

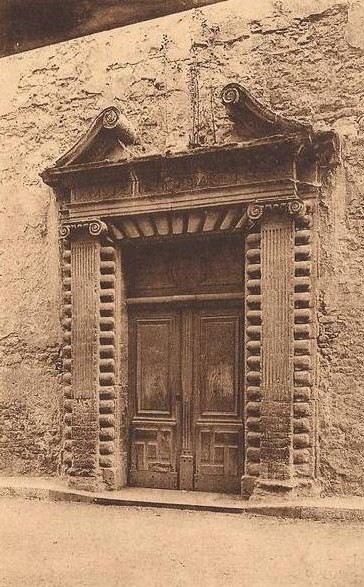
Porte de l'ancien couvent des récollets.
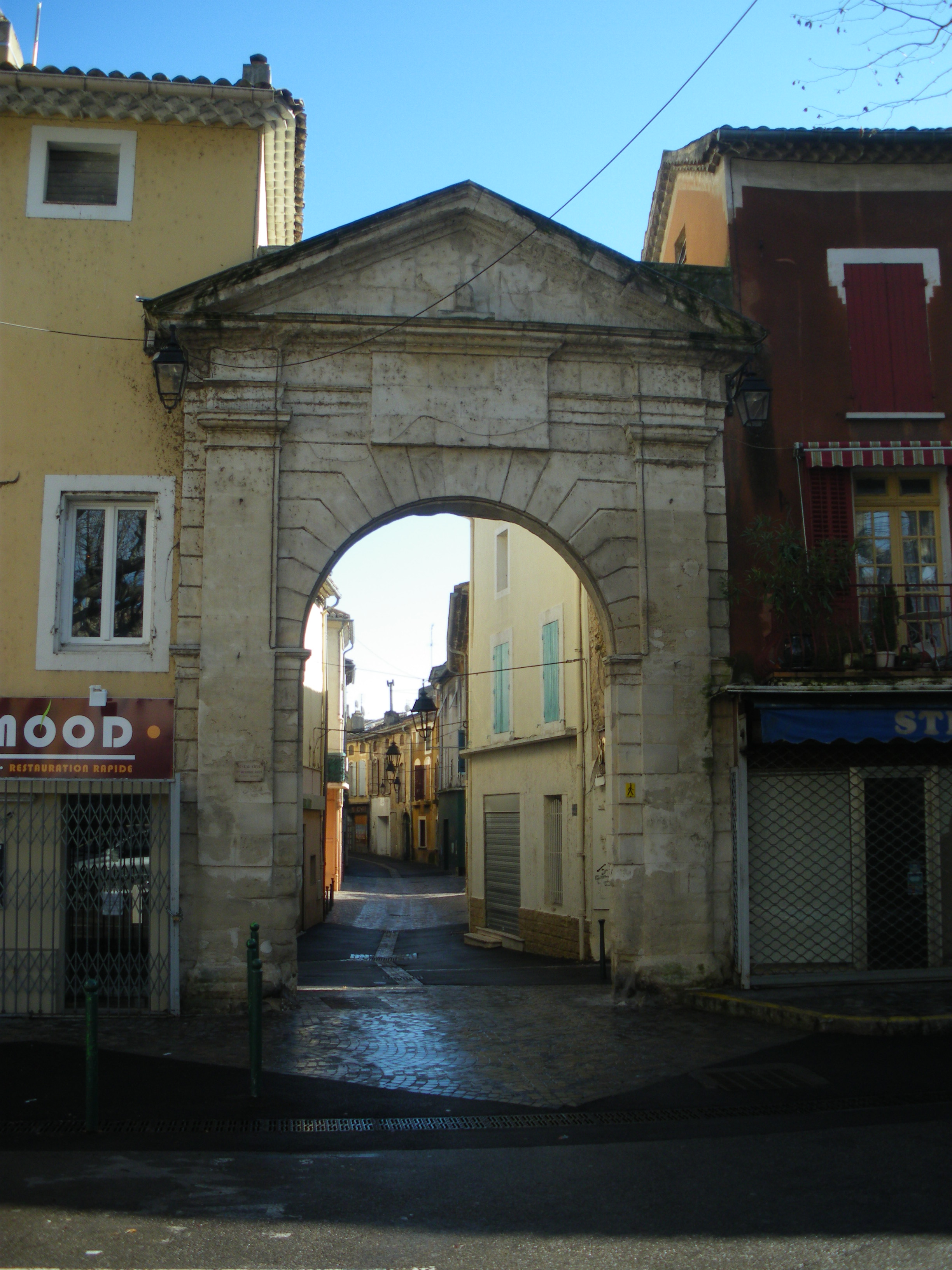
Une des anciennes portes de la ville.
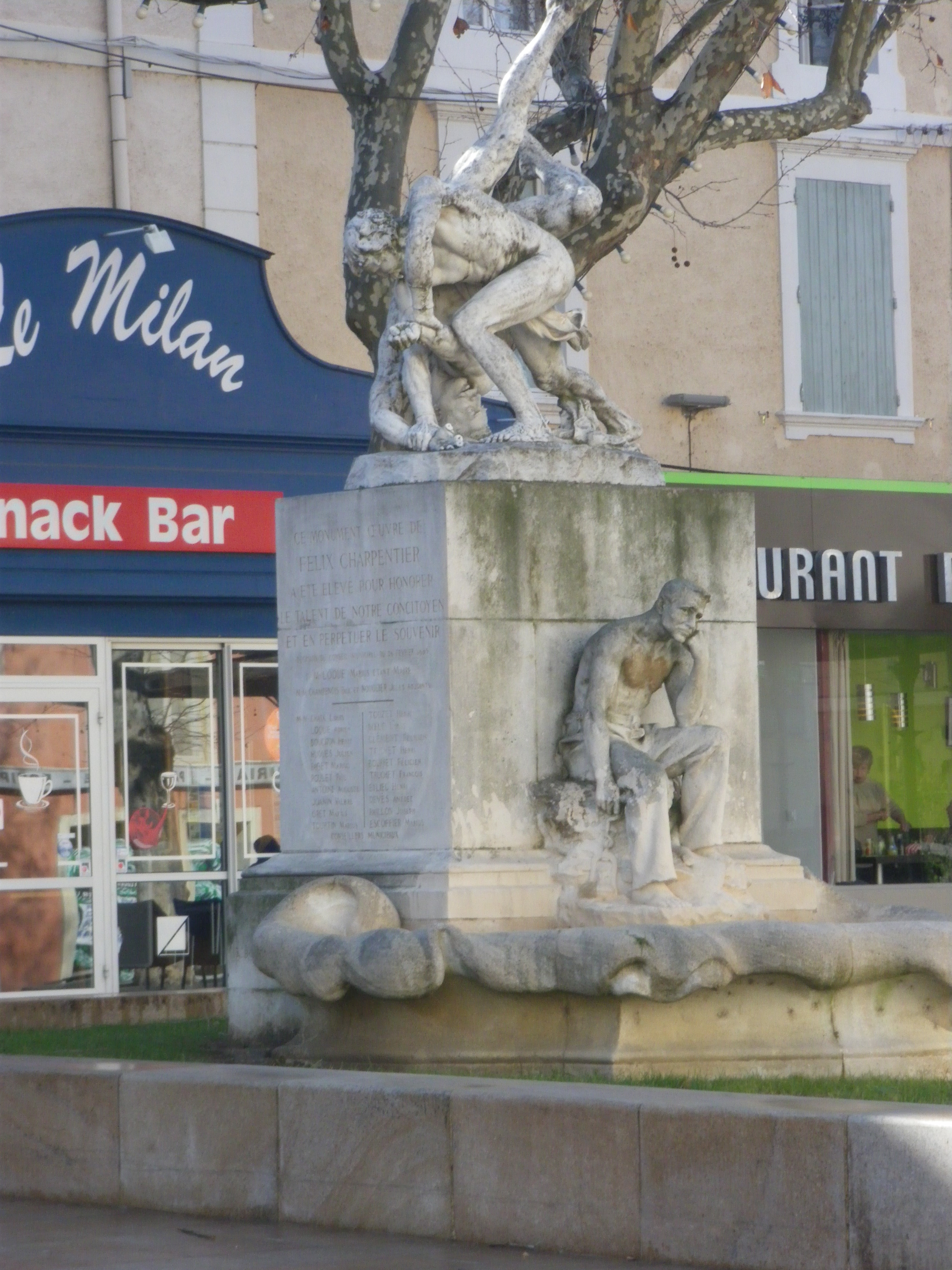
Les Lutteurs de Félix Charpentier, né à Bollène[74].

La vieille ville de Bollène est parsemée d'hôtels particuliers (XVIIe et XVIIIe siècles),,, et de placettes.
- Hôtel de ville[79].
- Portes anciennes monumentales.
- Fontaine de la place Tournefol[80].
- Pont Colonel de Chabrières[81].
- Statue de Louis Pasteur, par Armand Martial premier Prix de Rome 1913.
- Monument aux morts[82].
- Musée des flûtes du Monde.
- Village troglodytique de Barry (anciennes citernes et cuves à vin taillées dans la roche).
- Le barrage hydroélectrique de Donzère-Mondragon et l'usine électrique André-Blondel sur le canal de Donzère-Mondragon[83].
- Le site nucléaire du Tricastin.
- Hôtel d'Alauzier de Bollène
- Hôtel d'Alauzier-Guilhermier
- Hôtel de Faucher
- Hôtel de Justamond
- Maison de la tour et tour des prisons

Le patrimoine religieux
- La collégiale Saint-Martin de Bollène[84] (XIe, XIVe et XVIe siècles), classée Monument historique en 1909[85]. La municipalité a entamé la restauration de cette collégiale, laissée à l'abandon pendant des années. Ainsi, la sacristie a été inaugurée le 26 mai 2010 [réf. nécessaire].
- Église paroissiale Saint-Martin, 2e quart XVIIIe siècle[86],[87] et son orgue[88],[89]. L'édifice a été inscrit au titre des monuments historiques en 1976[90].
- Église Notre-Dame-et-Saint-Eugène de la Croisière.
- Église Saint-Blaise de Saint-Blaise.
- Église Saint-Pierre de Saint-Pierre-de-Sénos.
- La maison Cardinale, du XIe siècle, agrandie à plusieurs reprises dont à la Renaissance. Ce bâtiment se caractérise par sa toiture en lauzes (pierres plates). Construit au tout début du XIVe siècle, il aurait reçu la visite du premier pape d'Avignon, Clément V, en villégiature[91],[92].
- Couvent des Ursulines (voûtes, escaliers monumentaux et chapelle)[93].
- Porte de l'ancien couvent des Récollets[94].
- La chapelle Notre-Dame-du-Pont (1312)[95],[96].
- La chapelle des Trois-Croix (au sud)[97],[98].
- La chapelle Saint-Ariès[99].
- À Saint-Blaise, chapelle fortifiée du XIIe siècle, près de l'ancienne chapelle castrale, tour ruinée de Bauzon (XIe siècle)[100]. Site classé.
- La chapelle des Récollets de Bollène.

### Le Barry

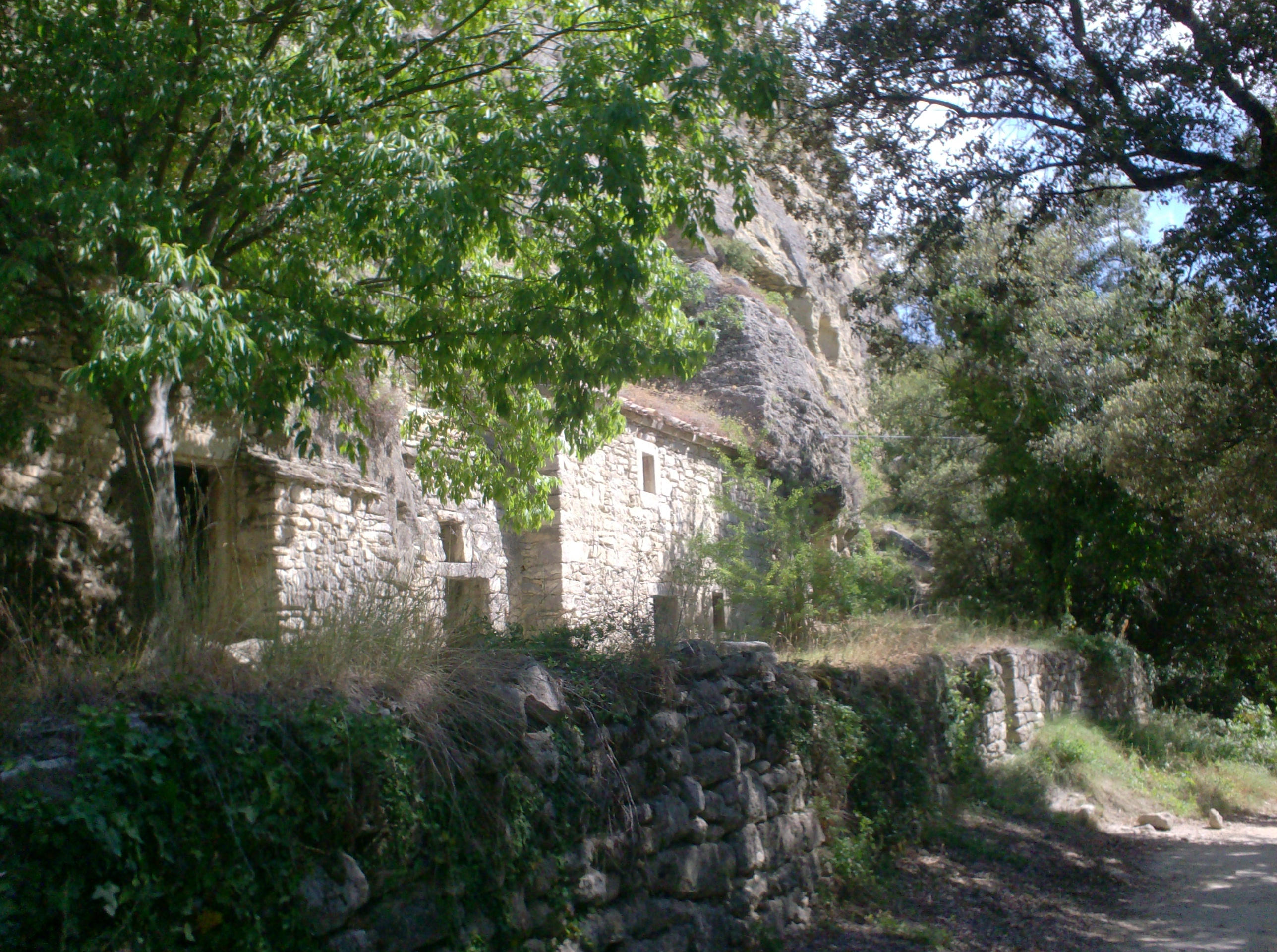
Village troglodytique du Barry.

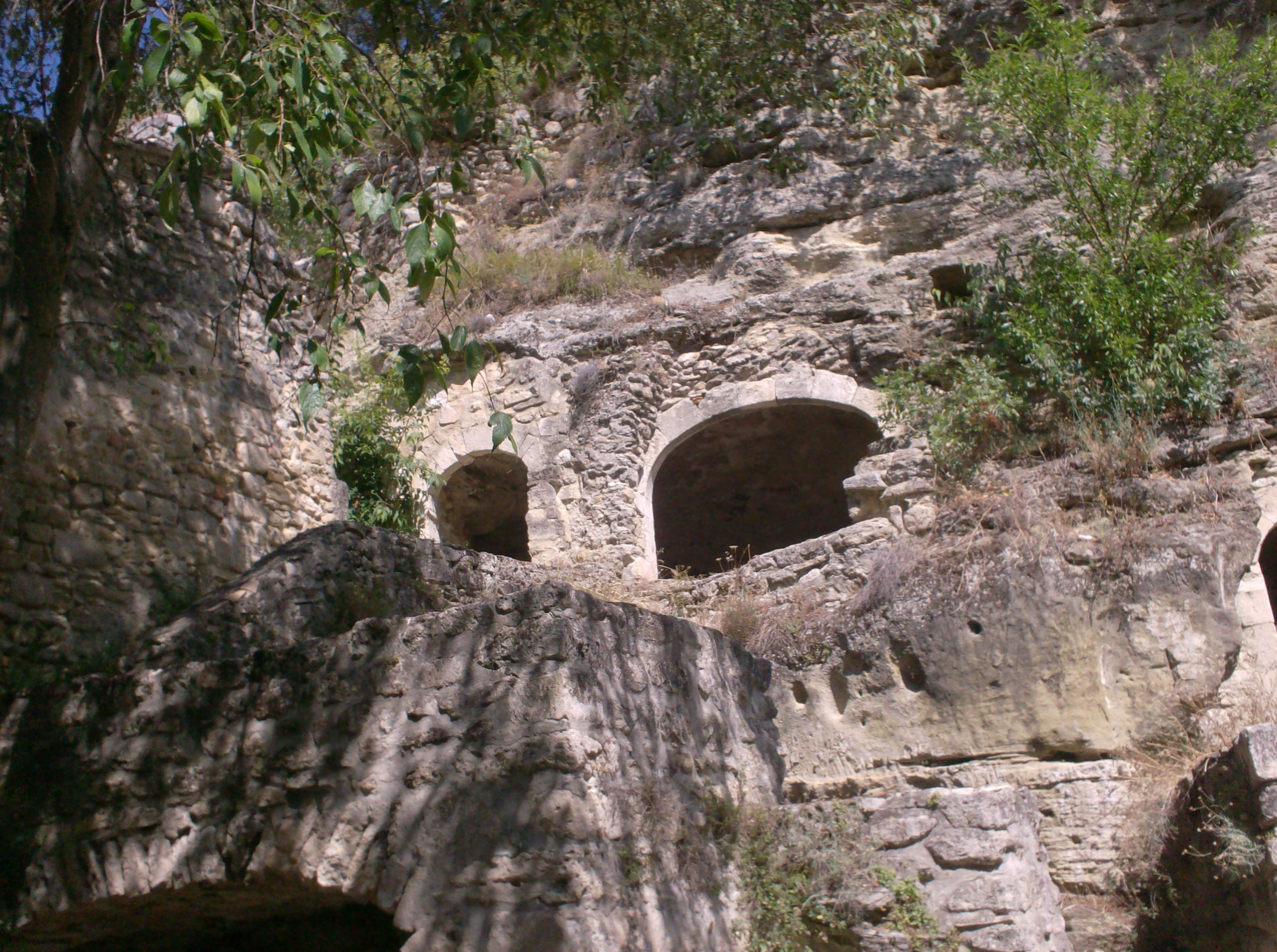
Détails du village troglodytique.

Le Barry est un village troglodytique avec au-dessus, un village médiéval et un château construit sur une motte,. En 1976, le dernier habitant est un ermite. Le site est interdit d'accès depuis 2009 à la suite d'éboulements de terrain.

#### Toponymie
Barry a pour origine le mot celtique barros qui signifie rempart, muraille, fortification.

#### Historique

##### Habitationstroglodytes
La plupart des habitations sont creusées dans une molasse sableuse du miocène appelé safre.
Le site a été habité dès la Préhistoire. À l'intérieur des maisons, on trouve une pièce principale entourée de plusieurs alcôves, un évier, une cheminée. À proximité, des puits servent de citernes et une soue est utilisée pour l'élevage du cochon.
En raison du caractère friable de ce grès calcaire tendre, le village a été abandonné à la fin du XIXe siècle, à cause des risques d'éboulements. La population s'est alors installée à Saint-Pierre de Sénos, au pied de la colline, là où se trouvait le relais romain de Sénomagus.

##### Village médiéval
Il est situé au-dessus du village troglodytique, sur l'éperon rocheux défendu par le château fort.
Les abrupts rocheux ont servi de défenses naturelles. On trouve les restes d'un rempart maçonné. L'église, placée parfois sous le vocable de saint André et parfois sous celui de saint Vincent, a totalement disparu.

##### Château
Il peut remonter au XIe siècle ou au XIIe siècle, car le cartulaire de la commanderie de Richerenches, mentionne des donations :
- 1136 ; Guichard de Barre
- 1148 ; Guillaume de Barre
- 1167 ; Pons de Barre
- 1171 ; Pierre de Barre
- 1174 ; Rosteing de Barre

Il se transmet ensuite à la famille Adhémar, puis Géraud Adhémar III vend le château en 1227 au prieur de Bollène. Le reste du fief sera acquis par le prieur en 1387, en même temps que le fief de Chabrières.
On pense que sa destruction date de la fin du XIVe siècle lorsque les bandes armées de Raimond de Turenne dévastent la région.

##### Oppidum
L'oppidum protohistorique était probablement la capitale des Tricastinis, dont le territoire était situé approximativement entre les rives du Rhône et celle du Lez, englobant les villes actuelles de Bollène et de Montélimar. L'oppidum d'Aéria décrit par Strabon en -18 pourrait être celui de Bollène.

### Personnalités liées à la commune
- Martial-Louis de Beaupoil de Saint-Aulaire (1719-1798), prélat, député aux États généraux de 1789
- Félix Charpentier (1858- 1924), sculpteur
- Paul de Faucher, historien
- Louis François de Faucher, amiral
- Paul Tramier de Laboissière (1799-1860), militaire et homme politique, ancien député de Vaucluse
- Marie Louis Henry de Granet-Lacroix de Chabrières (1807- 1859), ancien colonel de l'armée française
- Louis Pasteur y vécut dans une maison achetée en 1882[107]
- Jean-Henri-Romain Prompsault, canoniste et paléographe
- Henri Auguste Pélegrin (1841- 1882), ingénieur et architecte.
- Pierre Blanchet (1907-1944), résistant français, Compagnon de la Libération.
- Georges Plassat (1949-), homme d'affaires, ancien PDG de Carrefour.
- Les Justes parmi les Nations de Bollène :
  - Georges Charmaison
  - Marie-Angèle Charmaison
  - Fernand Devès
- Marceline Loridan-Ivens (1928-2018), cinéaste française, résistante, survivante d'Auschwitz

### Héraldique
| Blason de Bollène | Les armes peuvent se blasonner ainsi : D'azur, au château d'or, ouvert de trois portes du champ, surmonté d'une clef d'or et d'une clef d'argent posées en sautoir. La devise est Concorda Fortissima Turris. |